# Murders in the Rue Morgue
Murders in the Rue Morgue é um filme de terror americano de 1932 dirigido por Robert Florey, com roteiro baseado no conto "Os Assassinatos da Rua Morgue", de Edgar Allan Poe.

## Sinopse
Em 1845, em Paris, o cientista louco Dr. Mirakle sequestra mulheres jovens e as injeta com sangue de macaco para criar uma companheira para Erik, seu macaco falante de show secundário. Pierre Dupin, um jovem e ingênuo estudante de medicina e detetive, a noiva de Pierre, Camille L'Espanaye, e seus amigos Paul e Mignette, visitam o show secundário de Mirakle, onde expõem Erik. Tanto Mirakle quanto seu servo Janos estão encantados por Camille, que Mirakle planeja como companheira de Erik. Mirakle convida Camille para dar uma olhada em Erik, que agarra seu chapéu. Pierre tenta recuperar o capô, mas Erik tenta estrangulá-lo. Mirakle restringe Erik e se oferece para substituir o capô, mas Camille desconfia e reluta em dar seu endereço ao médico. Quando Pierre e Camille partem, Mirakle ordena que Janos os siga.